# Tai-chi style Sun
Le style Sun (孫氏, sūnshì), est l'un des cinq principaux styles traditionnels de tai-chi-chuan. Il est appelé également huo pu chia (« charpente aux pas vifs »).
Le style Sun a été créé par Sun Lutang, l'un des plus grands maîtres d'arts martiaux taoïste chinois.
Son Taiji est l'aboutissement de toutes ces recherches aussi bien du point de vue spirituel que du point de vue martial. Le Taiji de Sun est la synthèse de tous les arts martiaux que le maître a étudiés au cours de sa vie. Outre le Taiji, Sun Lutang a créé son propre style de Xing Yi Quan et de baguazhang, deux styles d'arts martiaux internes au même titre que le Taiji Quan.
Les gestes sont souples mais très peu exteriorisés car c'est la maîtrise de l'énergie interne qui prime dans cette discipline. Le Taiji de Sun nécessite de comprendre les concepts fondamentaux du Tao. Concepts qui s'acquièrent essentiellement par la pratique comme beaucoup de disciplines chinoises.